# Col des Moulis
Le col des Moulis est un col routier des Pyrénées, situé dans le département de l'Aude dominant la haute vallée de l'Aude. Son altitude est de 1 099 mètres.

## Géographie
Le col se situe dans un environnement herbager et forestier dans le massif du Madrès, sur la commune d'Escouloubre entre le village traversé par le ruisseau d'Aguzou et son hameau d'Escouloubre-les-Bains, en rive droite de l'Aude et où des sources d'eau sulfureuse entre 31 et 50 degrés ont été exploitées jusque dans les années 1960.
Des émetteurs s'y trouvent et une ligne à haute tension venue des barrages de Matemale et Puyvalador passe à proximité.

## Activités

### Cyclisme
C'est un objectif apprécié des cyclistes.